# Gobuntu
Gobuntu era una derivación oficial del sistema operativo Ubuntu, enfocada a proveer una distribución Linux que posea por completo únicamente software libre, para las arquitecturas de computador i386 y AMD64.

## Historia y proceso de desarrollo
Richard Stallman, GNU y la FSF no promocionan el uso de Ubuntu ya que incluye software no libre en sus repositorios, en los componentes restricted y multiverse, además de firmware no libre en el núcleo Linux. En respuesta, Mark Shuttleworth, fundador de la empresa Canonical Ltd. que desarrolla Ubuntu, inicialmente mencionó la idea de crear una derivación llamada Gnubuntu, consistente de solamente software libre, el 24 de noviembre de 2005. Debido a la desaprobación de Richard Stallman del nombre, el proyecto fue renombrado a Ubuntu-libre. Stallman antes había aprobado a una distribución basada en Ubuntu llamada gNewSense, y había criticado a Ubuntu por usar software propietario y software no libre en distribuciones sucesivas, en especial en Ubuntu 7.04.
Mark Shuttleworth mientras se introducía la versión 7.10 de Ubuntu, dijo: 

"se ofrecerá un nuevo sabor, aún sin nombre de Ubuntu, la que tomará una ultra-ortodoxa visión de licenciamiento: sin firmwares, controladores, imágenes realizadas previamente, sonidos, aplicaciones, u otro contenido que no incluya completamente las fuentes y venga con todos los derechos de modificación, remezclando y redistribución".

Gobuntu oficialmente fue anunciada por Mark Shuttleworth, el 10 de julio de 2007, y la construcción diaria (en inglés Daily build) de Gobuntu 7.10 comenzó a ser públicamente liberada. Gobuntu contó con un solo lanzamiento, Gobuntu 7.10.
El proyecto se fusionó con las versiones originales de Ubuntu (y sus derivados) siendo posible y opcional la instalación de Ubuntu solo con software libre desde la versión 8.04.